# Heinrich Schiff
Heinrich Schiff (* 18. November 1951 in Gmunden; † 23. Dezember 2016 in Wien) war ein österreichischer Cellist und Dirigent.

## Leben
Heinrich Schiff stammte aus einem musikalischen Elternhaus. Beide Eltern, Helmut Schiff und Helga Riemann (Enkelin von Hugo Riemann), waren Komponisten. Mit sechs Jahren erhielt er ersten Klavierunterricht, mit zehn Jahren begann er, an der Musikschule Linz bei Roland Rois Violoncello zu lernen. Er studierte dann bei Tobias Kühne in Wien und André Navarra an der Hochschule für Musik Detmold. 1971 debütierte er in Wien und London.
Fortan war Schiff bei vielen Orchestern und Dirigenten in Europa, den USA und Japan zu Gast. Unter anderem arbeitete er mit den Dirigenten Claudio Abbado, Sergiu Celibidache, Colin Davis, Christoph von Dohnányi, Nikolaus Harnoncourt, Zubin Mehta, Giuseppe Sinopoli und Franz Welser-Möst. Viele Komponisten, darunter Witold Lutosławski, Hans Werner Henze, Ernst Krenek, Wolfgang Rihm, Franz Hummel, Friedrich Gulda, Hans Zender, Dietmar Polaczek und Otto M. Zykan, schrieben Werke für Schiff, die er uraufführte.
Auf Schallplatte spielte er fast alle Werke des Cello-Repertoires ein, darunter sowohl solistische Werke als auch die großen Cellokonzerte. Für seine Aufnahme der Solosuiten von J. S. Bach und der beiden Cellokonzerte von Dmitri Schostakowitsch erhielt er den Grand Prix du Disque der Akademie Charles Cros. Für seine Einspielung des Doppelkonzerts von Brahms mit Frank Peter Zimmermann erhielt er den Deutschen Schallplattenpreis.
Seit etwa 1990 widmete sich Schiff auch dem Dirigieren und stand oft am Pult großer Orchester wie des Los Angeles Philharmonic Orchestra, des Musikkollegiums Winterthur, des Radio-Sinfonieorchesters Stuttgart und der Dresdner Staatskapelle. „Er erfüllte die Musik immer mit seiner mitreißenden, manchmal geradezu berstenden Vitalität, der Ovationen in allen Konzertsälen der Welt antworteten.“
Außerdem wirkte er als Hochschullehrer, zuerst am Konservatorium Bregenz (später: Landeskonservatorium Vorarlberg) und an der Hochschule für Musik und Tanz Köln, dann an der Universität Basel, später am Mozarteum in Salzburg und an der Universität für Musik und darstellende Kunst Wien. Zu seinen Schülern zählen Julian Steckel, Valentin Radutiu und Christian Poltéra. Ab 1990 war er erster Gastdirigent des Bruckner Orchesters Linz. Von 2006 bis 2009 leitete er die Musiktage Mondsee. Ein Engagement Schiffs für herausragende musikalische Nachwuchskünstler bestand ab dem 6. August 2010 in der Leitung des Festivalorchesters Young Euro Classic Südosteuropa, das aus ausgewählten Musikstudenten südosteuropäischer Herkunft einschließlich der ehemals jugoslawischen Staaten zusammengestellt ist.
Schiff spielte die beiden Violoncelli Mara von Stradivari (1711) und The Sleeping Beauty von Montagnana (1739). Das Cello von Montagnana wurde an einen Sammler in Taiwan verkauft, auch das Stradivari-Cello sollte nach Asien verkauft werden, dann aber stellte die Eigentümerfamilie im Jahr 2012 das Mara Christian Poltéra zur Verfügung.
Im Frühjahr 2012 gab Schiff das Ende seiner Karriere als Instrumentalsolist bekannt.
Schiff starb am 23. Dezember 2016 nach schwerer Krankheit in einem Wiener Krankenhaus. Bestattet wurde er neben seiner Mutter im selben Grab auf dem Friedhof seiner Heimatstadt Gmunden.

## Sonstiges
Schiff hatte jahrelang Schmerzen in der rechten Schulter und im rechten Arm (dem Arm, der den Bogen führt), wohl durch chronische Überanstrengung. Wolfram Goertz beschrieb Schiffs Spielstil u. a. mit den Worten: „An einem Abend konnte er einen ganzen Wald absägen […] gern griff er mit dem Bogen wie mit der Säge in die Vollen, er musizierte aus Leidenschaft, er liebte das Bekenntnishafte und Saftige.“ Am 25. April 2010 gab Heinrich Schiff im Mozartsaal des Wiener Konzerthauses sein letztes Konzert. Schmerzen in Arm und Schulter hinderten ihn daran, die Stücke auf dem Programm vollständig zu spielen. Am 20. April 2012 gab er schließlich seinen Rücktritt von der Solobühne als Cellist bekannt.
Der Schriftsteller und Lyriker Wolf Wondratschek veröffentlichte 2003 den Roman Mara. Darin erzählt das Stradivari-Cello Mara von sich selbst und von den Musikern, die auf ihm gespielt haben. Wondratschek lernte das Instrument und seine Geschichte bei Recherchen für ein Buch bei einem Geigenbauer kennen und später auch Heinrich Schiff. Wondratschek fügte der sechsten Auflage des Romans Mara (erschienen 2015) fünf Seiten hinzu und thematisierte darin Schiffs letzten öffentlichen Auftritt. In seinem Roman Selbstbild mit russischem Klavier würdigt Wondratschek den Cellisten erneut. Er lässt ihn in den letzten Kapiteln als „Schmerzensmann“ auftreten.
Schiff war auch für einen exzentrischen Lebensstil bekannt: Dazu gehörten Anreise im weißen Porsche und rote Cellokästen.

## Aufnahmen (Auswahl)
Als Cellist:
- Bach: Suiten für Violoncello solo (EMI 1985)
- Beethoven: Tripelkonzert mit Christian Zacharias und Ulf Hoelscher, Gewandhausorchester Leipzig unter Kurt Masur (Eterna und Philips 1985)
- Brahms: Cellosonaten mit Gerhard Oppitz, Piano (Philips 1997)
- Dvořák: Cellokonzert mit dem Concertgebouw-Orchester unter Antal Doráti (Philips 1994)
- Gulda: Konzert für Violoncello und Blasorchester mit dem Wiener Bläserensemble unter Friedrich Gulda (Amadeo 1981) – Widmungsträger und Interpret der Uraufführung[13]

Als Dirigent:
- Chopin: 1. und 2. Klavierkonzert mit Nikolai Demidenko und dem Philharmonia Orchestra (Hyperion 1994)
- Haydn: Violinkonzerte Nr. 1, 3 und 4 mit Christian Tetzlaff und der Northern Sinfonia (Virgin Records 1991)
- Mozart: Sinfonie Nr. 29 A-Dur, Sinfonie Nr. 40 g-Moll und Eine kleine Nachtmusik mit der Northern Sinfonia (Virgin Records 1992)